# Таль (Санкт-Галлен)
Таль (нем. Thal SG) — коммуна в Швейцарии, в кантоне Санкт-Галлен.
Входит в состав округа Роршах. Население составляет 5973 человека (на 31 декабря 2006 года). Официальный код — 3237.